# Яковлев, Полиен Николаевич
Полиен Николаевич Яковлев  (1883, Тбилиси — 1942, Ростов-на-Дону) — советский детский писатель, драматург.

## Биография
Полиен Николаевич Яковлев родился в 1883 году в семье военного врача-провизора.
По окончании в 1902 году Острогожской гимназии некоторое время учился на историко-филологическом факультете Московского университета, откуда был исключён за участие в студенческой забастовке. Продолжил образование в Суриковском училище живописи, ваяния и зодчества, потом в Московской народной консерватории.
В 1918—1920 годах работал школьным учителем в г. Славянск-на-Кубани, учителем рисования в женской гимназии станицы Усть-Лабинской, работал в станице Славянская, в учительской семинарии станицы Полтавская. Преподавал рисование и музыку.
В 1924 году переехал жить в Ростов-на-Дону. В Ростове работал главным редактором детской газеты «Ленинские внучата». Позднее он был инициатором создания газеты для младших школьников «Октябрёнок», журналов «Горн» и «Костёр». В 1934 году был делегатом Первого съезда советских писателей.
В октябре 1942 года Яковлев был схвачен фашистами и посажен в ростовскую тюрьму. Отступая, немцы расстреляли всех её узников.
Сын Вадим (1933—2007) — философ, профессор Ростовского университета.

## Творчество
Литературная и редакторская работа Яковлева П. началась после его приезда в Ростов. Самой известной книгой Яковлева стала повесть о нравах и быте гимназистов до революции — «Первый ученик», описывающая ощущения гимназистов приближения революции. Гражданской войне на Кубани он посвятил две повести «Наша взяла» и «Девушка с хутора».
Его пьеса «После звонка» описывает жизнь в советской предвоенной школе. Пьеса была поставлена в Ростовском ТЮЗе. В театре им. Горького в 1940 году готовилась к постановке его драма «Гимназисты» («Семья Мироновых»). Драма была опубликована только в 2004 году.
Повесть «Рождение отряда» посвящена первым дням Великой Отечественной войны. Последнее произведение П. Н. Яковлева, роман «В родном городе», сгорело во время пожара в здании типографии, когда в него попала бомба.
Полиена Николаевича считали своим первым педагогом и наставником писатель Михаил Штительман, автор «Повести о детстве», Вера Панова («Спутники» и Серёжа»), Виталий Губарев («Королевство кривых зеркал»), Елена Ширман («Изумрудное кольцо»), Вениамин Жак и др.

## Память

Памятная доска в Ростове-на-Дону

В Ростове-на-Дону, на здании, где жил писатель, установлена мемориальная доска, на которой сделана надпись: «В этом доме с 1934 по 1942 г.г. жил и работал Яковлев Полиен Николаевич».

## Труды
Изданы следующие произведения писателя:
- Жмых и Мазан. — Ростов н/Д: Буревестник, 1925.
- Наша взяла. — Ростов н/Д: Азово-Черноморское кн. изд., 1926.
- Петькины друзья. — Ростов н/Д: Буревестник, 1925.
- Дзинь-Фу-Фун. — Ростов н/Д: Севкавкнига, 1926.
- Наша взяла. — Ростов н/Д: Северный Кавказ, 1931.
- Старый и малый. — Ростов н/Д: Северный Кавказ, 1933.
- Первый ученик. — М. — Л.: Изд-во Детской литературы 1941.
- Первый ученик. — Ростов н/Д: Азово-Черноморское изд-во, 1934.
- Первый ученик. — Ростов н/Д: Ростиздат, 1938.
- Девушка с хутора. — Ростов н/Д: Ростиздат, 1949.
- Девушка с хутора. — Ростов н/Д: Ростиздат, 1966.
- Девушка с хутора. — Ростов н/Д: Наша взяла. Краснодар, 1982.
- Девушка с хутора. — Ростов н/Д: Ростиздат, 1966.
- Яковлев, П. Первый ученик: повесть /П. Н. Яковлев. — Ростов н/Д: Ростовское книжное изд-во, 1985. — 224с.
- Гимназисты. (Семья Мироновых). — Ковчег, 2004.
- Рождение отряда. Пятигорск, 1942